# Piotr Żurawski (generał)

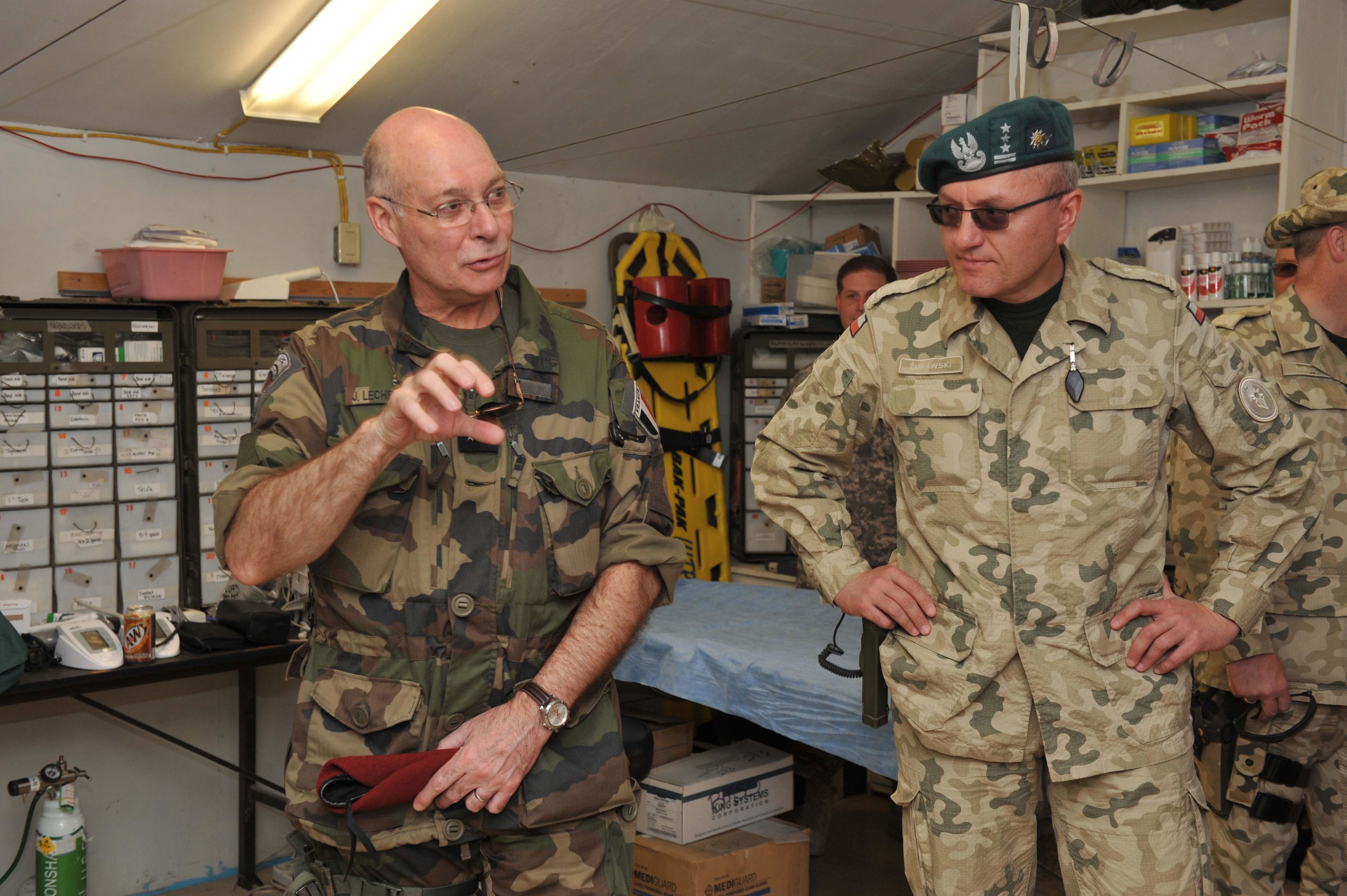
Piotr Żurawski drugi z prawej
(na zdjęciu w stopniu pułkownika)

Piotr Marek Żurawski (ur. 1963 w Tczewie) – polski dowódca wojskowy; generał brygady Wojska Polskiego w stanie spoczynku, dowódca 20 Brygady Zmechanizowanej (2013–2015), radca koordynator w Dowództwie Generalnym Rodzajów Sił Zbrojnych (2018–2023).

## Życiorys
Piotr Żurawski urodził się w 1963 w Tczewie.

### Wykształcenie
Absolwent Wyższej Szkoły Oficerskiej Wojsk Pancernych (1988), Akademii Obrony Narodowej w Warszawie (1997), podyplomowych studiów w Stanach Zjednoczonych Ameryki (Marine Corps University – 1999) oraz Akademii Połączonych Sił Zbrojnych – 2001), ukończył studia Polityki Obronnej na Narodowym Uniwersytecie Obrony (NDU) USA (2010–2011).

### Służba wojskowa
We wrześniu 1984 podjął studia wojskowe Wyższej Szkoły Oficerskiej Wojsk Pancernych w Poznaniu, które ukończył w 1988. W sierpniu tego roku promowany był na pierwszy stopień oficerski – podporucznika. W latach 1988–1995 pełnił służbę zawodową na stanowiskach dowódczych i sztabowych: dowódcy plutonu w 41 pułku zmechanizowanym w Szczecinie, w 35 batalionie obrony wybrzeża w Gdańsku, następnie w 7 Brygadzie Obrony Wybrzeża w Słupsku oraz 1 Brygadzie Obrony Terytorialnej. W 1995 został skierowany na studia w Akademii Obrony Narodowej, po czym po jej ukończeniu w 1997 otrzymał przydział służbowy w Dowództwie Wojsk Lądowych na stanowisku starszy oficer planowania. W 1998 rozpoczął podyplomowe studia w Marine Corps University w USA i po ich ukończeniu w 1999 powrócił do Dowództwa Wojsk Lądowych będąc na stanowisku starszego specjalista w Oddziale Operacji Pokojowych i Współpracy Sojuszniczej. W 2000 objął funkcję szefa wydziału w Oddziale Współpracy Międzynarodowej DWL. 
W 2001 ukończył II poziom studiów podyplomowych na Akademii Połączonych Sił Zbrojnych w USA w Virginii. Na początku afgańskiej operacji „Trwała Wolność” został służbowo skierowany do USA, gdzie w dowództwie centralnym (CENTCOM) w Tampa na Florydzie (USA), koordynował tworzenie pierwszego polskiego kontyngentu w Afganistanie. W roku 2003 objął stanowisko starszego specjalisty w Polskim Narodowym Przedstawicielstwie Wojskowym przy SHAPE w Belgii. W 2006 został szefem Oddziału Operacji Międzynarodowych DWL. W kwietniu 2009 objął obowiązki zastępcy dowódcy 21 Brygady Strzelców Podhalańskich, a od września tegoż roku był zastępcą dowódcy VI zmiany PKW w Afganistanie. W 2011, po ukończeniu studiów Polityki Obronnej na Narodowym Uniwersytecie Obrony w USA, wyznaczony na stanowisko szefa Zarządu Planowania Rozwoju Wojsk Lądowych (G-5). Z dniem 3 czerwca 2013 mianowano go dowódcą 20 Brygady Zmechanizowanej. Od 19 maja 2015 był zastępcą szefa sztabu ds. planowania w Dowództwie Wielonarodowego Korpusu Północny Wschód. 1 sierpnia 2015 prezydent RP Bronisław Komorowski mianował go na stopień generała brygady. W maju 2018 objął stanowisko radcy koordynatora w Dowództwie Generalnym Rodzajów Sił Zbrojnych. 31 stycznia 2023 zakończył zawodową służbę wojskową przechodząc w stan spoczynku.
Interesuje się polityką, historią oraz architekturą. Jest zagorzałym fanem wędkarstwa.

## Awanse[2]
- podporucznik – 1988[1]

(...)
- major – 2000
- podpułkownik – 2003
- pułkownik – 2006
- generał brygady – 1 sierpnia 2015[10]

## Ordery, odznaczenia i wyróżnienia
- Brązowy Krzyż Zasługi – 2006[11]
- Army Commendation Medal – dwukrotnie 2010, 2018[12]
- Gwiazda Afganistanu – 2010
- Medal pamiątkowy „Żołnierzom Ziemi Gniewskiej” – 2015[13]
- Złota Wojskowa Odznaka Sprawności Fizycznej
- Odznaka pamiątkowa 21 Brygady Strzelców Podhalańskich – 2009 (ex officio)
- Odznaka pamiątkowa 20 Brygady Zmechanizowanej – 2013 (ex officio)

i inne